# 世界血友病連盟
世界血友病連盟（せかいけつゆうびょうれんめい、英語: World Federation of Hemophilia、WFH）とは、血友病や遺伝子出血性障害を持つ人々の生活を改善することを目的とした世界で活動する非営利団体である。
主に血友病患者の教育、医療改善などを行うなどのロビー活動を行なっている。世界全体の75%の血友病患者は、このことを知らず、治療を受けていない実態がある。
WFHは1963年にフランク・シュナーベルによって設立され、カナダのモントリオールに本部がある。113か国に加盟団体があり、世界保健機関 (WHO) に認められている。

## 世界血友病デー
世界血友病デーは毎年4月17日にWFHによって制定されている血友病や出血性疾患の啓発日としての役割があり、WFHの資金調達やボランティアの募集にも役立っている。この日は1989年に始まり、4月17日はWFHの創始者フランク・シュナーベルの誕生日にちなんで選ばれている。

### 年毎のテーマ
- 2020年 - 患者さんの声を聞こう[6]
- 2018年 - 知識の共有が我々を強くする
- 2017年 - 彼らの声を聞く
- 2016年 - みんなの為の治療、みんなのビジョン
- 2010年 - 出血性疾患の多くの顔 - すべての人のための治療を実現するために団結する[7]